# Marco Chiudinelli
Marco Chiudinelli (ur. 10 września 1981 w Bazylei) – szwajcarski tenisista, reprezentant kraju w Pucharze Davisa.

## Kariera tenisowa
Zawodowym tenisistą Chiudinelli był w latach 2000–2017. Wygrywał turnieje z serii ITF Men's Circuit oraz ATP Challenger Tour w singlu jak i deblu. W rozgrywkach rangi ATP World Tour w grze pojedynczej jego najlepszym wynikiem jest półfinał turnieju w Bazylei oraz ćwierćfinał w Bangkoku (oba w sezonie 2009). W Wielkim Szlemie najlepszym rezultatem Szwajcara jest 3 runda US Open (sezon 2006 i 2009).
W grze podwójnej wygrał 1 turniej ATP World Tour, w Gstaad (rok 2009). W meczu o tytuł pokonał 7:5, 6:3 parę Jaroslav Levinský–Filip Polášek. Partnerem deblowym Chiudinelliego był Michael Lammer. Ponadto 3–krotnie był finalistą turniejów deblowych ATP World Tour..
Od roku 2005 Chiudinelli reprezentuje Szwajcarię w Pucharze Davisa. Do końca 2012 roku rozegrał dla zespołu 16 meczów; w singlu odniósł 5 zwycięstw (m.in. nad Davidem Ferrerem i Fernando Verdasco) i poniósł 9 porażek, a w deblu przegrał 2 spotkania.
Najwyżej sklasyfikowany w rankingu singlistów był w lutym 2010 roku na 52. miejscu, a w zestawieniu deblistów na 118. pozycji w listopadzie 2009 roku.

### Finały w turniejach ATP World Tour
| Legenda                                      |
| -------------------------------------------- |
| Wielki Szlem                                 |
| Igrzyska olimpijskie                         |
| Tennis Masters Cup / ATP Finals              |
| ATP Masters Series / ATP Tour Masters 1000   |
| ATP International Series Gold / ATP Tour 500 |
| ATP International Series / ATP Tour 250      |

#### Gra podwójna (1–3)
| Końcowy wynik | Nr | Data            | Turniej | Nawierzchnia | Partner              | Przeciwnicy                           | Wynik finału    |
| ------------- | -- | --------------- | ------- | ------------ | -------------------- | ------------------------------------- | --------------- |
| Finalista     | 1. | 16 lipca 2006   | Gstaad  | Ceglana      | Jean-Claude Scherrer | Jiří Novák Andrei Pavel               | 3:6, 1:6        |
| Finalista     | 2. | 14 czerwca 2009 | Halle   | Trawiasta    | Andreas Beck         | Christopher Kas Philipp Kohlschreiber | 3:6, 4:6        |
| Zwycięzca     | 1. | 2 sierpnia 2009 | Gstaad  | Ceglana      | Michael Lammer       | Jaroslav Levinský Filip Polášek       | 7:5, 6:3        |
| Finalista     | 3. | 15 czerwca 2014 | Halle   | Trawiasta    | Roger Federer        | Andre Begemann Julian Knowle          | 6:1, 5:7, 10–12 |